# That's How Strong My Love Is
Pistes de Out of Our Heads
Hitch Hike
(3) Good Times
(5)
That's How Strong My Love Is est une chanson écrite et composée par Roosevelt Jamison. La chanson est interprétée pour la première fois en 1964 par le chanteur soul O. V. Wright, mais c'est la reprise par Otis Redding qui est la version la plus mémorable. Les Rolling Stones ont également repris la chanson en 1965 parue dans l'album Out of Our Heads.

## Historique et reprises par Otis Redding et The Rolling Stones
Roosevelt Jamison est un auteur-compositeur qui connait le succès au niveau de la scène locale de Memphis dans le Tennessee. Il a découvert le chanteur O. V. Wright à qui il demande d'interpréter cette chanson. Publiée par le label Goldwax Records de Quinton Claunch, cette chanson permettra à l'artiste d'élargir son public. Les paroles évoquent des phénomènes naturels tels que le soleil, la lune et l’océan pour décrire l’étendue de l’amour du narrateur.
Par la suite, la chanson est reprise de nombreuses fois, dont la plus notable est celle d'Otis Redding en 1965. La version de Redding est publiée en face B du single Mr. Pitiful en décembre 1964 et est no 18 au classement Billboard R&B chart et no 74 au classement américain pop chart. La version de Redding est considéré comme l'une des plus célèbres interprétations de l'artiste et un hymne de la soul sudiste. Elle apparait également dans l'album The Great Otis Redding Sings Soul Ballads.
La chanson est également reprise par le groupe britannique The Rolling Stones lors de la session d'enregistrement du 10 mai 1965 aux studios Chess. Lors de l'enregistrement, le groupe s'inspire plus de l'interprétation d'Otis Redding que celle d'O. V. Wright.. Cette version apparait dans l'album Out of Our Heads dans les mois qui suivent.

## Autres reprises notables
En dehors de la version des Rolling Stones et celle d'Otis, la chanson est également reprise en 1965 par les Hollies dans leur album Would You Believe? (1966). En dehors de ces artistes, That's How Strong My Love Is est reprise de nombreuses fois, dont voici quelques exemples : 
- Percy Sledge en 1966
- The Sweet Inspirations en 1968
- Candi Staton en 1970
- The Youngbloods en 1971
- Bryan Ferry en 1978
- Taj Mahal en 1993
- Roland Gift du groupe Fine Young Cannibals reprend la chanson pour la bande son du film Beautiful Girls en 1996
- Alicia Keys en 2009 dans l'album The Element of Freedom
- Louis Bertignac la réinterprète en français sous le nom Pour que tu saches publiée dans l'album Origines en 2018.